# دوتانانگ (بوتان)
دوتانانگ (به لاتین: Dotanang) یک منطقهٔ مسکونی در بوتان (کشور) است که در استان تیمفو واقع شده‌است.
 دوتانانگ   ۲٬۵۹۴ متر بالاتر از سطح دریا واقع شده‌است.